# Lijst van rijksmonumenten in Tzum
De plaats Tzum (Tsjom) telt 10 inschrijvingen in het rijksmonumentenregister. Hieronder een overzicht. 
| Object                                                                                                 | Oorspronkelijke functie?  | Bouwjaar                                                                                         | Architect             | Locatie             | Coördinaten?                 | Nr.?  | Afbeelding                                                                                        |
| --- | ------------------------- | ------------------------------------------------------------------------------------------------ | --------------------- | ------------------- | ---------------------------- | ----- | ------------------------------------------------------------------------------------------------- |
| Ny Herema                                                                                              | Boerderij                 | 19e eeuw                                                                                         |                       | Franekerweg 30      | 53° 9' 32" NB, 5° 33' 38" OL | 15868 | Meer afbeeldingen                                                                                 |
| Johanneskerk. Hervormde kerk                                                                           | Kerk en kerkonderdeel     | 12e eeuw (schip) 14e eeuw (koor) 1548-'49 (toren) 1881 (beklamping zuidgevel) 1964 (rest. toren) | C. Claesz. (1548-'49) | Franekerweg 47      | 53° 9' 32" NB, 5° 33' 48" OL | 15869 | Meer afbeeldingen                                                                                 |
| Voorm. lagere school                                                                                   | Onderwijs en wetenschap   | 1830                                                                                             |                       | Nieuwbuurtsterweg 2 | 53° 9' 30" NB, 5° 33' 48" OL | 15870 | Lagere school Voorm. lagere school                                                                |
| Pand tegen topgevel met deklijsten en zes- en vierruitsvensters onder zadeldak met topschoorsteen      | Woonhuis                  | mog. 18e eeuw                                                                                    |                       | Voorstraat 10       | 53° 9' 29" NB, 5° 33' 46" OL | 15871 | Pand tegen topgevel met deklijsten en zes- en vierruitsvensters onder zadeldak met topschoorsteen |
| Pand tegen brede topgevel onder zadeldak met topschoorsteen                                            | Woonhuis                  | mog. 18e eeuw                                                                                    |                       | Voorstraat 12       | 53° 9' 29" NB, 5° 33' 45" OL | 15872 | Pand tegen brede topgevel onder zadeldak met topschoorsteen                                       |
| Eenvoudig pand met zesruitsvensters onder schilddak met versierde dakkapel                             | Woonhuis                  | 19e eeuw (gevel)                                                                                 |                       | Voorstraat 20       | 53° 9' 28" NB, 5° 33' 45" OL | 15873 | Eenvoudig pand met zesruitsvensters onder schilddak met versierde dakkapel                        |
| Kop-hals-rompboerderij met onderkelderd voorhuis met zesruitsvensters tussen topgevels met beitelingen | Boerderij                 | 1871                                                                                             |                       | Slotwei 8           | 53° 8' 44" NB, 5° 33' 34" OL | 15874 | Meer afbeeldingen                                                                                 |
| Teatlum                                                                                                | Boerderij                 | ca. 1700 (kelder en opkamer) 1862 (schuur)                                                       |                       | Wommelserweg 83     | 53° 8' 21" NB, 5° 34' 45" OL | 15875 | Meer afbeeldingen                                                                                 |
| Fatum                                                                                                  | Industrie- en poldermolen | mog. 18e eeuw (ondertoren) 1914 (herb. na brand) 1989 (rest.)                                    |                       | bij Wommelserweg 81 | 53° 8' 29" NB, 5° 34' 34" OL | 15876 | Meer afbeeldingen                                                                                 |
| Duivenhok                                                                                              | Industrie- en poldermolen | ca. 1800 1972 (rest.) 1986 (rest.)                                                               |                       | bij Wommelserweg 86 | 53° 8' 1" NB, 5° 35' 3" OL   | 15877 | Meer afbeeldingen                                                                                 |